# Noyelles-en-Chaussée
Noyelles-en-Chaussée är en kommun i departementet Somme i regionen Hauts-de-France i norra Frankrike. Kommunen ligger i kantonen Crécy-en-Ponthieu som tillhör arrondissementet Abbeville. År 2022 hade Noyelles-en-Chaussée 243 invånare.

## Befolkningsutveckling
Antalet invånare i kommunen Noyelles-en-Chaussée
| Referens: INSEE |